# ジャターユ

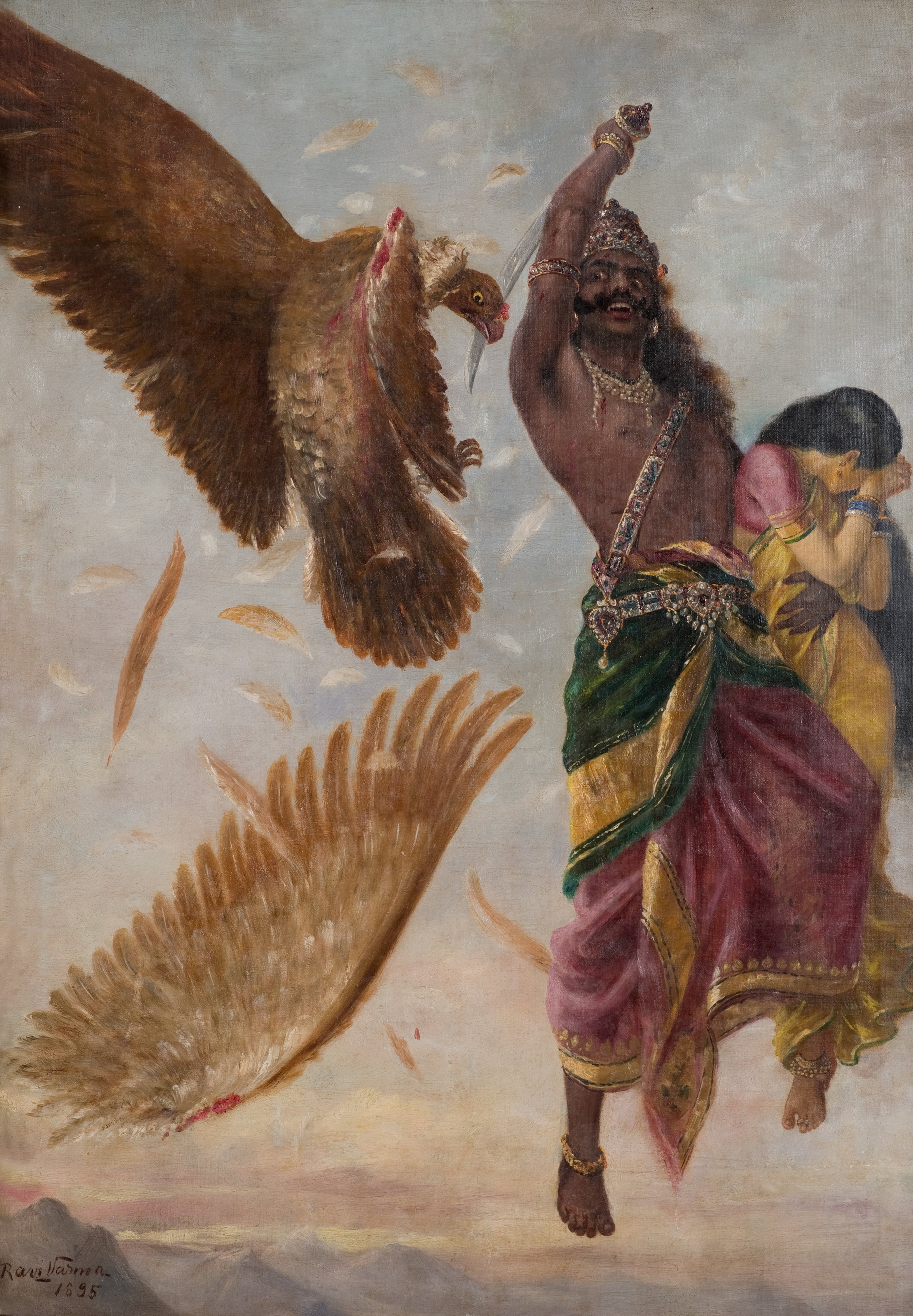
ラヴィ・ヴァルマが1895年に描いたジャターユ。ジャターユはラーヴァナにさらわれるシーターを助けようとし、翼を切り落とされる。

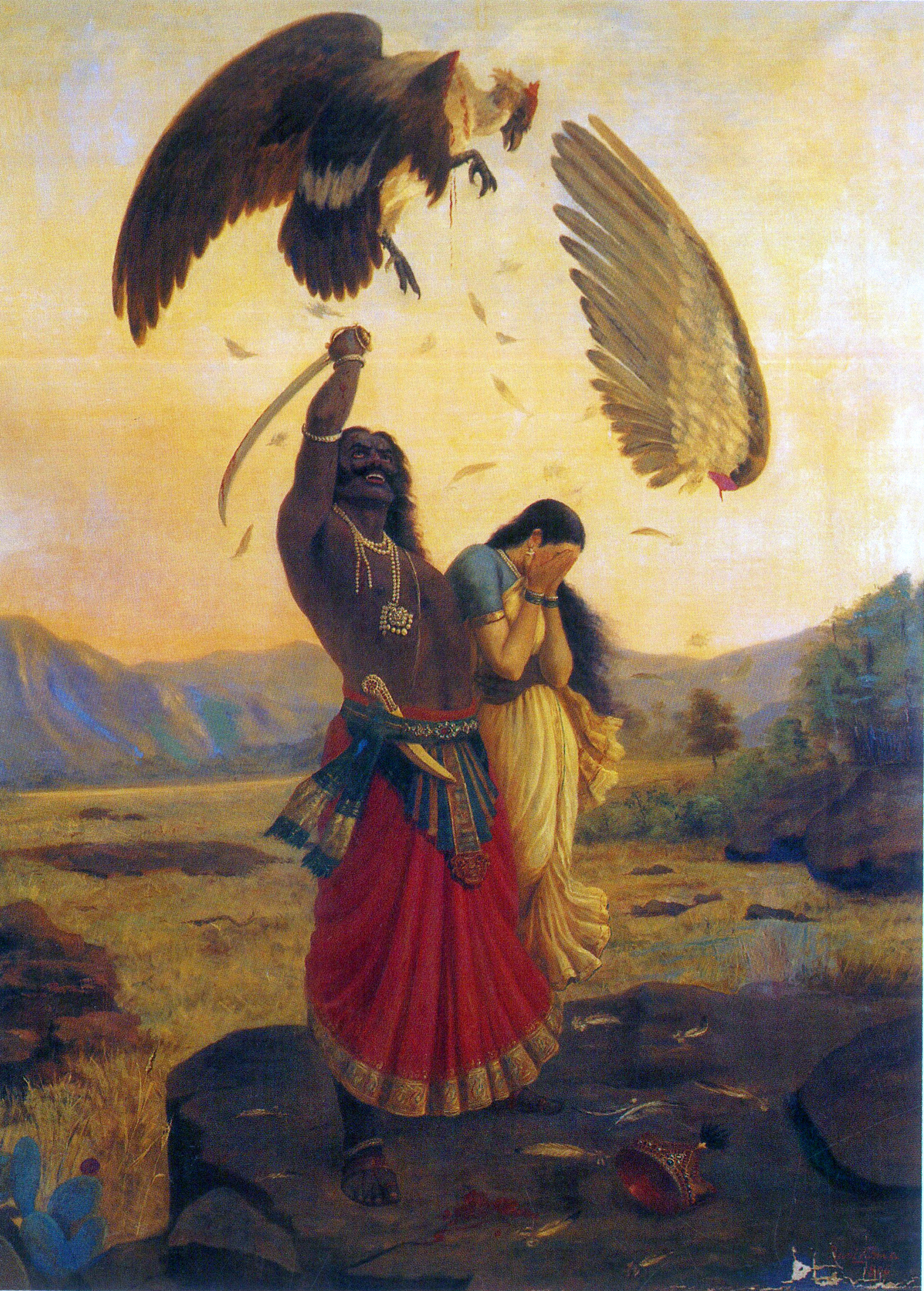
同じくラヴィ・ヴァルマが1906年に描いたジャターユ。

ジャターユ（Jatāyu, 梵: जटायु）あるいはジャターユス（Jatāyus, 梵: जटायुस्）は、インドの叙事詩『ラーマーヤナ』に登場する巨大な鳥の王である。老齢の禿鷹で、年齢は六千年を数え、ダンダカの森に棲む。『ラーマーヤナ』および『マハーバーラタ』では、父はカシュヤパ仙とヴィナターの息子アルナとされる。母の名前は『ラーマーヤナ』ではシュエーニーとなっている。またガルダの子とされることもある。兄にサムパーティがいる。象の鼻に比肩する長さの硬い鉤爪を持つ。

## 神話

### 兄弟の挑戦と太陽
『ラーマーヤナ』によるとジャターユは若い頃、インドラ神を征服するためにサムパーティとともに天に飛翔したが、太陽に近づきすぎて、その猛烈な熱のために力を失い、地上に落下した。このときジャターユはサムパーティの両翼によって庇われたが、その代わりにサムパーティは太陽の光に焼かれて翼を失った。その後ジャターユはダンダカの森に、サムパーティはヴィンディヤ山で暮らすようになったとされる。『マハーバーラタ』によるとジャターユとサムパーティはどちらが先に太陽神スーリヤの集会場に着くかを競ったが、サムパーティの翼は燃えて、ジャターユの翼は燃えなかったという。

### ラーヴァナとの戦い
後に、追放されたラーマ王子が妃のシーターと弟ラクシュマナを伴てダンダカの森にやってきたとき、王子の友人となり、シーターを守護することを約束した。このときジャターユは自身の家系について語る過程でカシュヤパ仙の生類創造神話を語っている。
ラークシャサの王ラーヴァナがラーマ王子の留守の間にシーターを略奪したとき、樹上で眠っていたジャターユはシーターの叫び声で目を覚まし、ラーヴァナに襲いかかった。ラーヴァナは弓矢で応戦したが、ジャターユは降り注ぐ矢をはじき返し、さらにラーヴァナの黄金の戦車を破壊した。しかしラーヴァナはジャターユが老齢のためにすぐに疲れているのを見ると、飛び去ろうとした。ジャターユは追いかけてその背中に傷を負わせ、また10の腕を食いちぎったが、ラーヴァナの腕はすぐに再生し、剣で翼を切り裂かれ、地に落下して瀕死となった。
帰ってきたラーマはジャターユがシーターを食い殺したと疑い、瀕死のジャターユに対して弓矢を構えた。しかしジャターユがシーターがさらわれたことを告げると、ラーマは弓矢を捨ててジャターユを抱き上げたが、ジャターユは略奪者の名前を告げることなく王子の腕の中で死に、火葬されて昇天した。
ケーララ州にある巨岩はジャターユ絶息の地と言われており、同地には多くの観光客が訪れている。